# Beryl Penrose
Beryl Penrose, zamężna Collier (ur. 22 grudnia 1930 w Sydney, zm. 23 czerwca 2021) – australijska tenisistka.
W roku 1948 została zwyciężczynią międzynarodowych mistrzostw Australii w kategorii juniorek. W 1955 wygrała mistrzostwa Australii w gronie seniorek, pokonując w finale Thelmę Long 6:4, 6:3. Ponadto w 1955 triumfowała w międzynarodowych mistrzostwach Niemiec oraz doszła do ćwierćfinału Wimbledonu i Roland Garros. Wyniki te dały jej w sezonie 1955 5. miejsce w nieoficjalnym rankingu światowym.
W grze podwójnej na mistrzostwach Australii triumfowała w 1954 i 1955, a w 1953 przegrała w finale (zawsze w parze z Mary Bevis Hawton). W grze mieszanej wygrała w 1956 (w parze z Neale Fraserem) oraz była w finale w 1954 (z Johnem Bromwichem).